# Kety Fusco
Kety Fusco (* 1995 in Pisa) ist eine italienisch-schweizerische Harfenistin und Komponistin aus dem Kanton Tessin. Sie gilt als Pionierin eines zeitgenössischen Harfenklangs, der die Möglichkeiten des Instruments durch elektroakustische Ansätze und unkonventionelle Spieltechniken erweitert.

## Leben
Fusco wuchs in Pisa auf und entdeckte im Alter von sechs Jahren die Harfe für sich, nachdem sie während eines Aufenthalts in Lucca erstmals den Klang des Instruments gehört hatte.  Fusco studierte am Conservatorio della Svizzera italiana in Lugano und schloss mit dem Master of Arts in Music Performance ab.
2016 ging sie mit der Schweizer Indie-Rock-Band Peter Kernel auf Tournee. Diese Erfahrung ermutigte sie, klassische Konventionen hinter sich zu lassen und neue Klangräume zu erkunden.

## Karriere
Nach Abschluss des Studiums 2018 begann Fusco, mit elektrischen Harfen, Effektgeräten und Präparationen zu experimentieren. 2020 erschien ihr Debütalbum Dazed beim Mailänder Label Sugar Music (Vertrieb: Universal). Produziert von Aris Bassetti (Peter Kernel), verband es Harfenklänge mit Ambient- und Elektronik-Elementen.
In der Folge trat Fusco bei internationalen Festivals auf, darunter das Montreux Jazz Festival, das Paléo Festival Nyon, die Notte della Taranta in Italien (unter Leitung des Komponisten Dardust), sowie in der Royal Albert Hall in London. Weitere Auftritte erfolgten beim Filmfestival Locarno, bei Visions du Réel in Nyon und in der Arena von Verona. 2022 eröffnete sie Konzerte von Agnes Obel. Zudem war sie beim Global Festival of Action der Vereinten Nationen und im Rahmen des Weltwirtschaftsforums in Davos zu hören. 2023 konzertierte sie im Bundeshaus (Bern).
Fusco gründete das Floating Notes Festival in Lugano sowie das Label Floating Notes Records. 2022 veröffentlichte sie die Sample-Bibliothek Beyond the Harp, die vom Fachmagazin Musitech ausgezeichnet wurde.
Ihr Mini-Album The Harp – Chapter I (2023) fand internationale Beachtung und wurde in The Guardian positiv besprochen. Iggy Pop präsentierte Stücke von Fusco in seiner BBC-Radiosendung und zeigte sich beeindruckt von ihrem avantgardistischen Harfenklang. Auszüge aus seinen Kommentaren verarbeitete Fusco in der Single SHE.

## Stil und Bedeutung
Fusco verbindet klassische Harfentechniken mit Live-Elektronik, Delay-Strukturen und präparierten Spielweisen. Sie wird in den Medien als „Königin der elektrischen Harfe“ bezeichnet. Mit ihrem Ansatz trug sie maßgeblich dazu bei, das Image der Harfe in der zeitgenössischen Musik zu erweitern.

## Veröffentlichungen (Auswahl)
- 2020: Dazed (Album)
- 2021: Ma Gnossienne (Single)
- 2023: The Harp – Chapter I (Album)
- 2023: 2072 (Single)
- 2023: SHE (Single)
- 2024: BLOW (Single)
- 2025: Bohème (Album, angekündigt)